# Чэнь Чжицзянь
Чэнь Чжицзя́нь (кит. упр. 陈志坚, пиньинь Chén Zhìjiān; род. 1966) — китайско-американский биохимик и иммунолог.
Доктор философии (1991), профессор University of Texas Southwestern Medical Center, исследователь Медицинского института Говарда Хьюза (с 2005), член Национальной академии наук США (2014). Ещё в начале своей карьеры открыл роль убиквитина.
В 2012 году открыл cGAS enzyme.
Вырос в уезде Аньси провинции Фуцзянь.
Изначально хотел изучать физику.
Окончил по биологии Fujian Normal University (1985) и в 1991 году по биохимии — Университет штата Нью-Йорк в Буффало, в последнем получил степень доктора философии, занимался у Cecile Pickart. Был постдоком у Индера Верма.
Работал в ProScript Inc.
С 1997 года трудится в University of Texas Southwestern Medical Center, где ныне профессор.
Он стал там первым поступившим в штат новосозданной и возглавленной Эриком Олсоном кафедры молекулярной биологии.
Работает под началом Брюса Бётлера, нобелевского лауреата 2011 года.
Входит в Консультативный совет Oskar Fischer Prize.

## Награды и отличия
- Searle Scholar[англ.] (1998)
- Leukemia & Lymphoma Society[англ.] Scholar (2002)
- Burroughs Wellcome Fund[англ.] Investigator (2002)
- Welch Foundation[англ.] Norman Hackerman Award (2005)
- Edith and Peter O’Donnell Award, Academy of Medicine, Engineering and Science of Texas[англ.] (2007)
- NAS Award in Molecular Biology[англ.] (2012)
- ASBMB-Merck Award, American Society for Biochemistry and Molecular Biology[англ.] (2015)
- Lurie Prize in Biomedical Sciences[англ.] (2018) — за открытие cGAS enzyme[англ.][7]
- Премия за прорыв в области медицины (2019) — за открытие cGAS enzyme[англ.][8]
- Switzer Prize, David Geffen School of Medicine at UCLA[англ.] (2019)[9]
- Премия Вильяма Коли (2020)